# Eta1 Pictoris
Eta1 Pictoris (η1 Pic, η1 Pictoris) é uma estrela na constelação de Pictor. Tem uma magnitude aparente visual de 5,34, sendo visível a olho nu em boas condições de visualização. Com base em medições de paralaxe, está localizada a aproximadamente 85,3 anos-luz (26,2 parsecs) da Terra. Fez sua aproximação máxima do Sol há cerca de 1,3 milhões de anos, quando chegou a uma distância de 25,5 anos-luz (7,5 pc).
Eta1 Pictoris é uma estrela de classe F da sequência principal com um tipo espectral de F5 V e temperatura efetiva de 6 632 K, portanto possui coloração branco-amarelada típica de estrelas dessa classe. Possui massa equivalente a 1,37 vezes a massa solar e raio de 1,1 raios solares. Sua velocidade de rotação projetada é de 22,7 km/s, o que corresponde a um período de rotação de 3,3 dias, e sua idade é de 1,4 bilhões de anos.
Eta1 Pictoris forma uma estrela dupla com uma estrela de magnitude aparente 13 a uma separação angular de 10,3 segundos de arco. Essa estrela é uma companheira óptica, pois seu movimento é independente do movimento da estrela primária. Eggleton et al. (2008) lista Eta1 Pictoris como estrela solitária, sem estrelas fisicamente ligadas a ela. O segundo lançamento do catálogo Gaia confirma que essa estrela está muito mais distante que Eta1 Pictoris.